# Sylvan Lake (Michigan)
Sylvan Lake – miasto w Stanach Zjednoczonych, w stanie Michigan, w hrabstwie Oakland.